# BMW M8 GTE
Der BMW M8 GTE ist ein von BMW Motorsport nach dem FIA-WEC-Reglement aufgebauter Rennwagen. Basisfahrzeug ist der BMW M8 (G15). Der bisher größte Erfolg war der Gewinn des 24-Stunden-Rennens von Daytona im Jahr 2020. 

## Entwicklung
Der BMW M8 GTE ist, im Gegensatz zum ursprünglichen Kundensport-Konzept des in der GT3-Klasse eingesetzten BMW M6 GT3, ein für den Werkseinsatz vorgesehenes Rennfahrzeug. Das bedeutet, dass das Rennfahrzeug bezüglich der aerodynamischen und fahrwerkstechnischen Einstellmöglichkeiten komplexer ist, da sowohl die Werks-Renningenieure als auch die -Rennfahrer über die entsprechenden Möglichkeiten und Fähigkeiten verfügen, das Fahrzeug auf die jeweiligen Gegebenheiten abzustimmen.

## Fahrzeugtechnik

### Fahrwerk
Die Räder sind rundum einzeln aufgehängt und werden mit Doppelquerlenkern geführt, die Stoßdämpfer sind vierfach verstellbar und die Querstabilisatoren haben eine Schnellverstellung. Die Reifen von Michelin im Format 30/68 R18 an der Vorderachse und 31/71 R18 an der Hinterachse sitzen auf aerodynamisch optimierten Felgen mit den Abmessungen 318 × 457 mm (12,5×18 in) vorne und 330 × 457 mm (13×18 in) hinten.

### Karosserie
Der Wagen hat eine selbsttragende Mischbau-Karosserie mit Carbon Core mit DMSB-zertifiziertem Überrollkäfig. Die Außenhaut besteht aus kohlenstofffaserverstärktem Kunststoff mit Schnellwechselkonzept.

### Motor und Kraftübertragung
Angetrieben wird der M8 GTE von einer Variante des BMW S63 (V8-Ottomotor mit 4 Liter Hubraum und Twinscrollabgasturboaufladung). Die Leistung soll laut Schätzung „über 500 PS“ betragen. Das Drehmoment wird über eine Kohlefaserkupplung auf ein sequentielles Sechsganggetriebe übertragen und mit einer CFK-Kardanwelle an die Hinterräder weitergeleitet. Das Hinterachsdifferentialgetriebe ist sperrbar.
Technische Daten des Motors
- Bohrung: 89 mm
- Hub: 80 mm
- Gesamthubraum: 3981 cm3
- Zylinderabstand: 98 mm
- Bankwinkel: 90°
- Nenndrehzahl: ca. 7000/min

### Antrieb
Die Motorleistung wird über eine mit Kohlenstofffasern verstärkte Kupplung – von Sachs und einem sequenziellen Sechsgang-Getriebe mit Paddle-Shift, einer CFK-Kardanwelle und einem mechanisch gesperrten Hinterachs-Getriebe an die Hinterräder übertragen.

### Elektronik
Im M8 GTE sind verschiedene elektronische Fahrhilfen wie ein Renn-Antiblockiersystem und eine Antriebsschlupfregelung eingebaut. Im Cockpit sind ein Multifunktionslenkrad mit 16 Knöpfen und sieben Drehschaltern sowie ein Farbdisplay vorhanden. Zur Rücksichtnahme werden die Außenspiegel durch ein Rear-View-Kamerasystem unterstützt.

## Renneinsatz
Der erste planmäßige Renneinsatz erfolgte bei den 24-Stunden-Rennen von Daytona 2018, bei denen die M8 GTE der Konkurrenz unterlegen waren und die Fahrzeuge nur auf Rang sieben und neun gewertet wurden. BMW machte für das schlechte Abschneiden die in ihren Augen schlechte Einstufung der Balance of Performance verantwortlich. Für das folgende Rennen der IMSA in Sebring bekam der BMW M8 GTE eine nochmals bessere BoP-Einstufung und wurde auf Platz 2 gewertet.
In der IMSA wird der M8 GTE durch das werksunterstützte Team RLL eingesetzt werden, die WEC-Einsätze – und damit auch in Le Mans – werden durch das ebenfalls werksunterstützte Team MTEK von Ernest Knoors realisiert werden. Das letztmals für BMW in Le Mans erfolgreiche Team Schnitzer war bis 2017 mit VLN-Einsätzen des M6 GT3 betraut.
2019 zog BMW sein Werksteam aus der WEC zurück, fuhr aber statt in der Sportwagen-WM weiter in der amerikanischen IMSA. Dort erreichte einer der beiden eingesetzten M8 GTE 2020 in Daytona den ersten Platz.

## Galerie

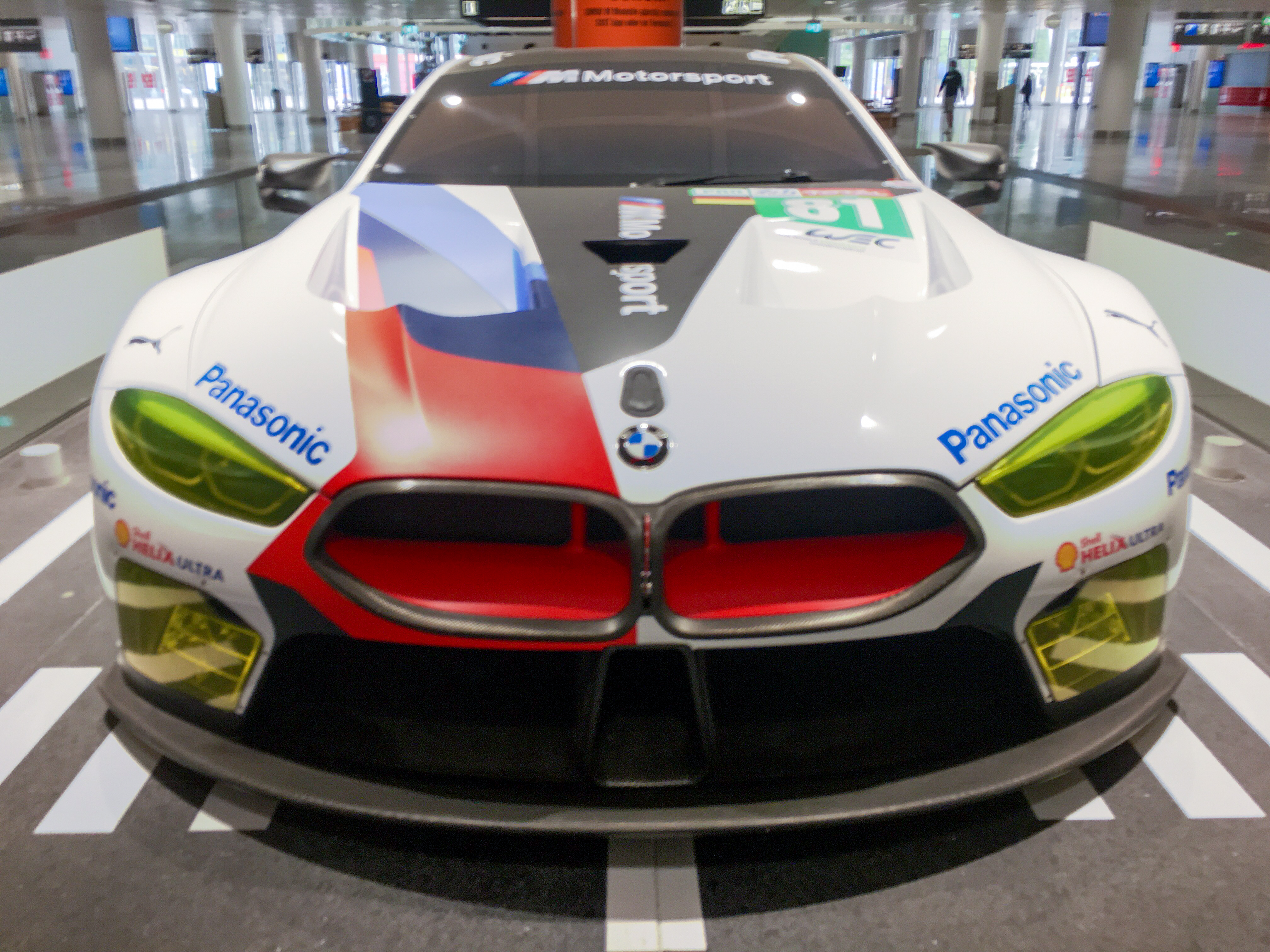
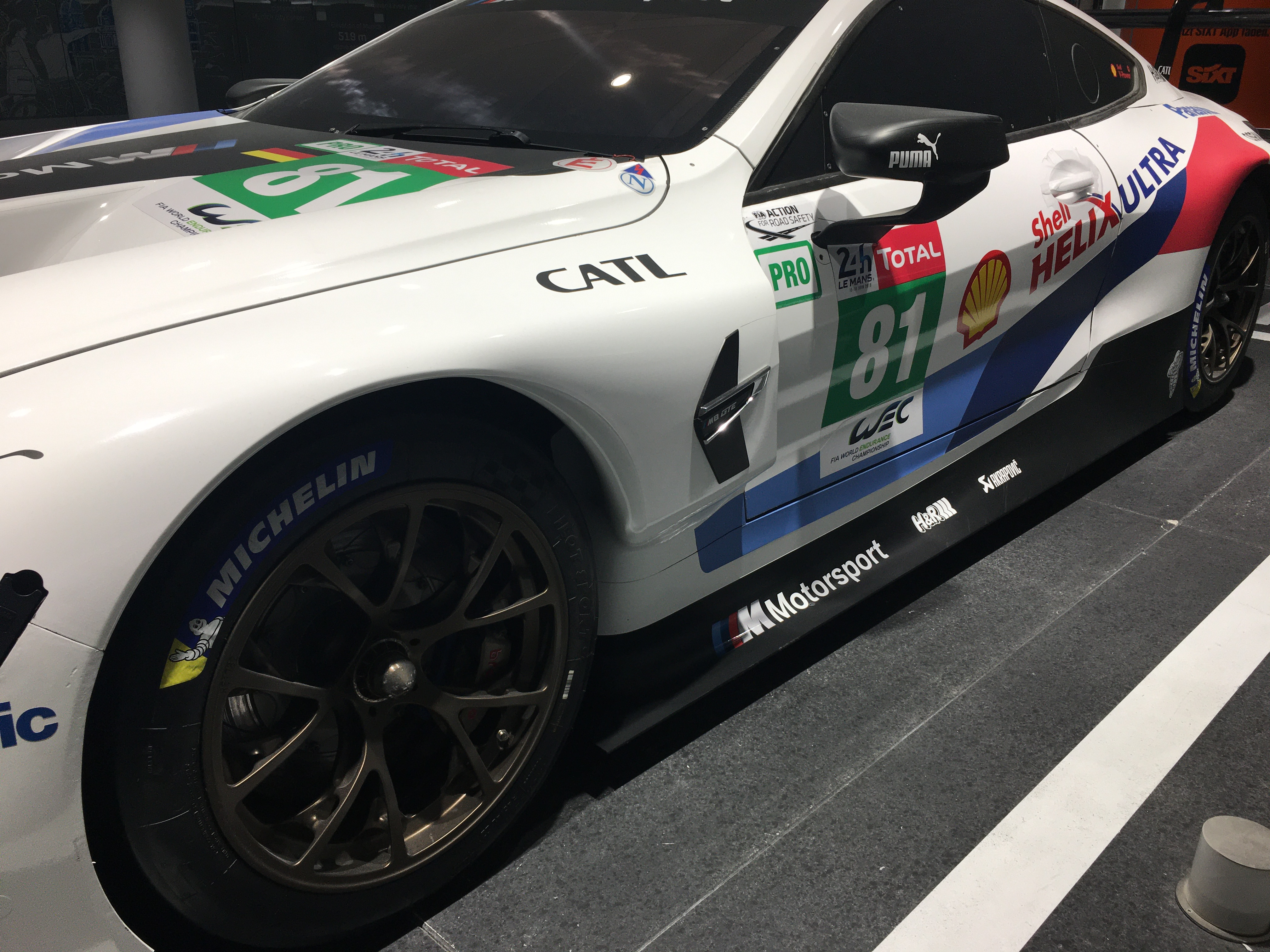
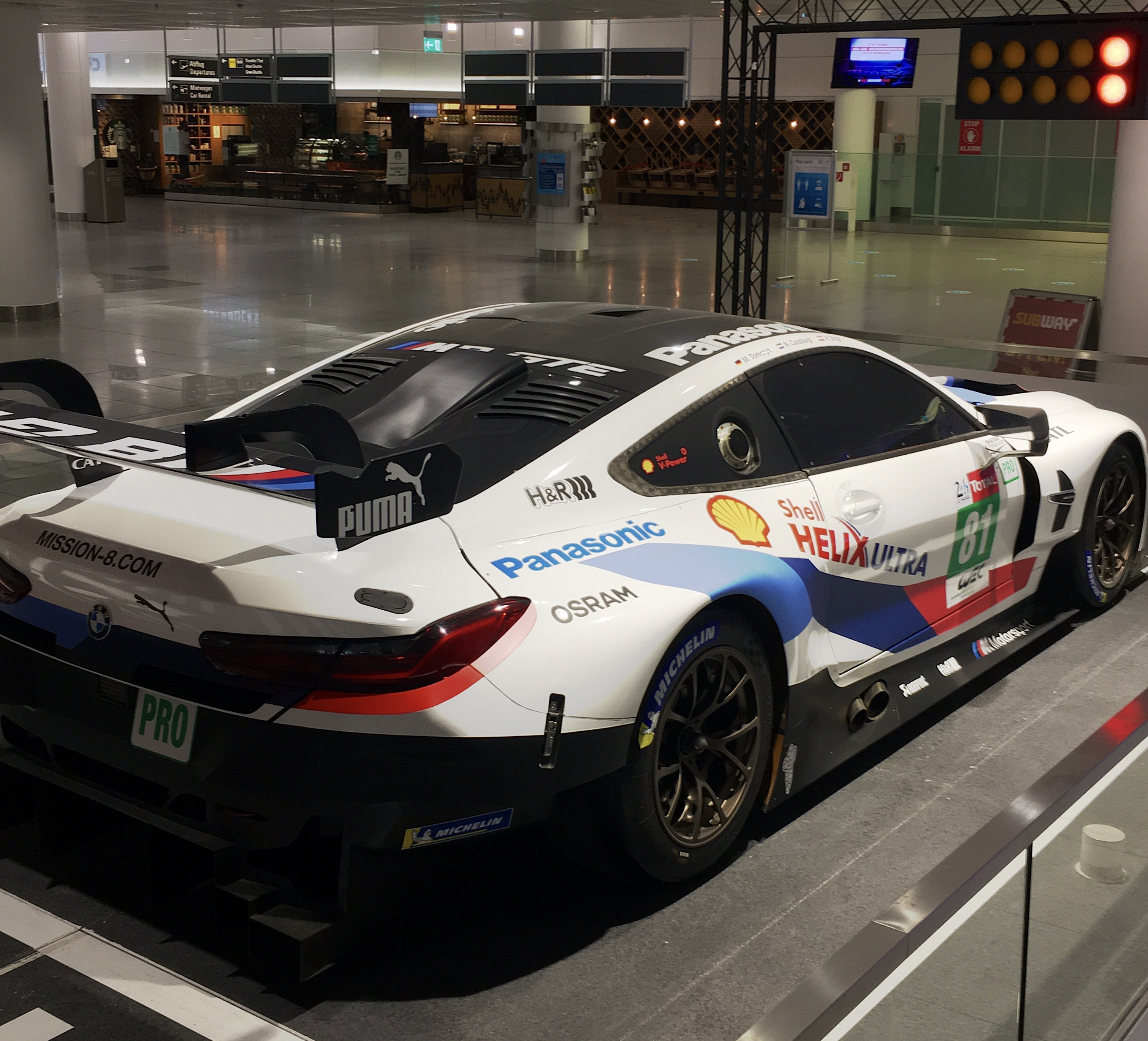
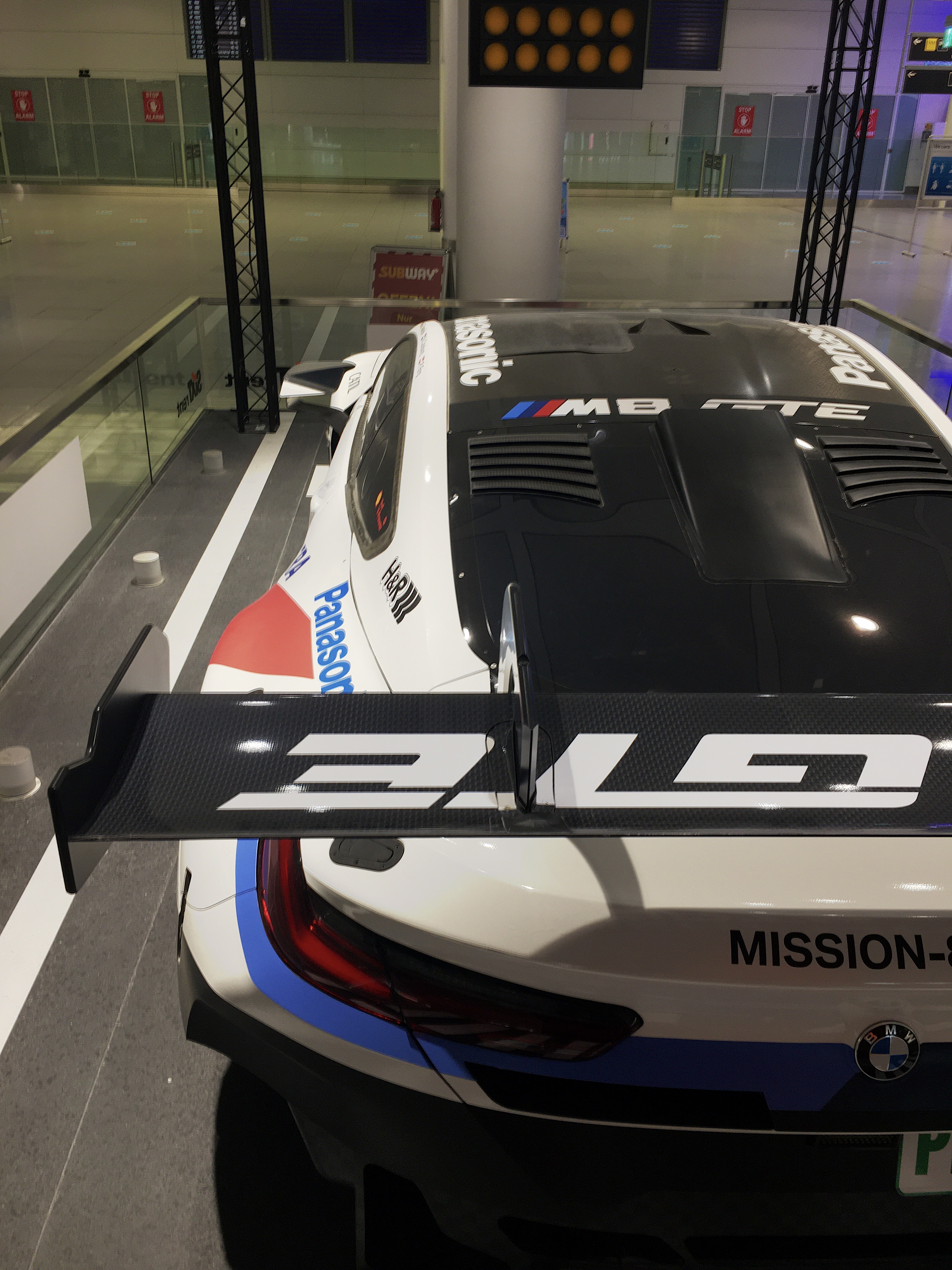
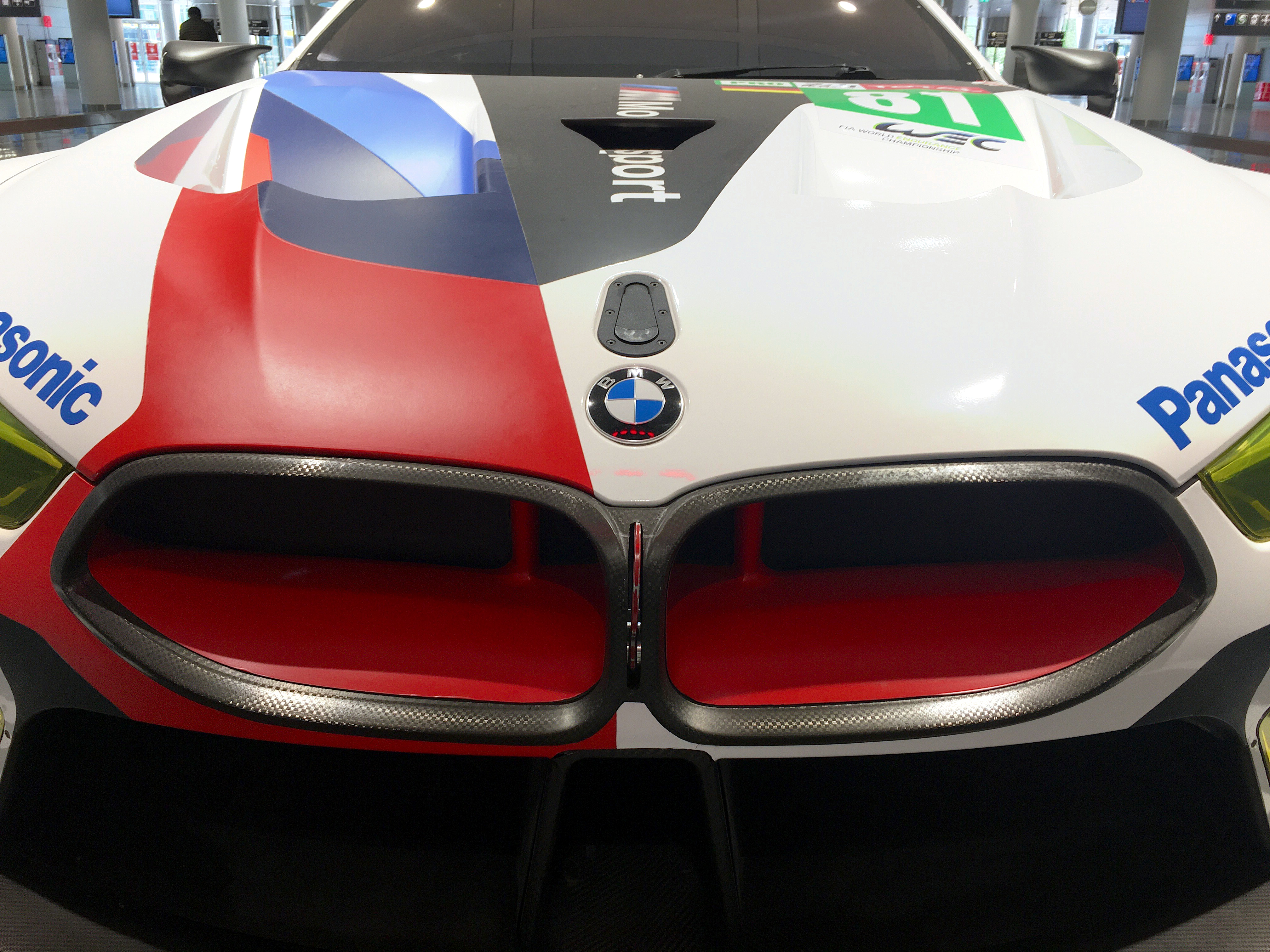
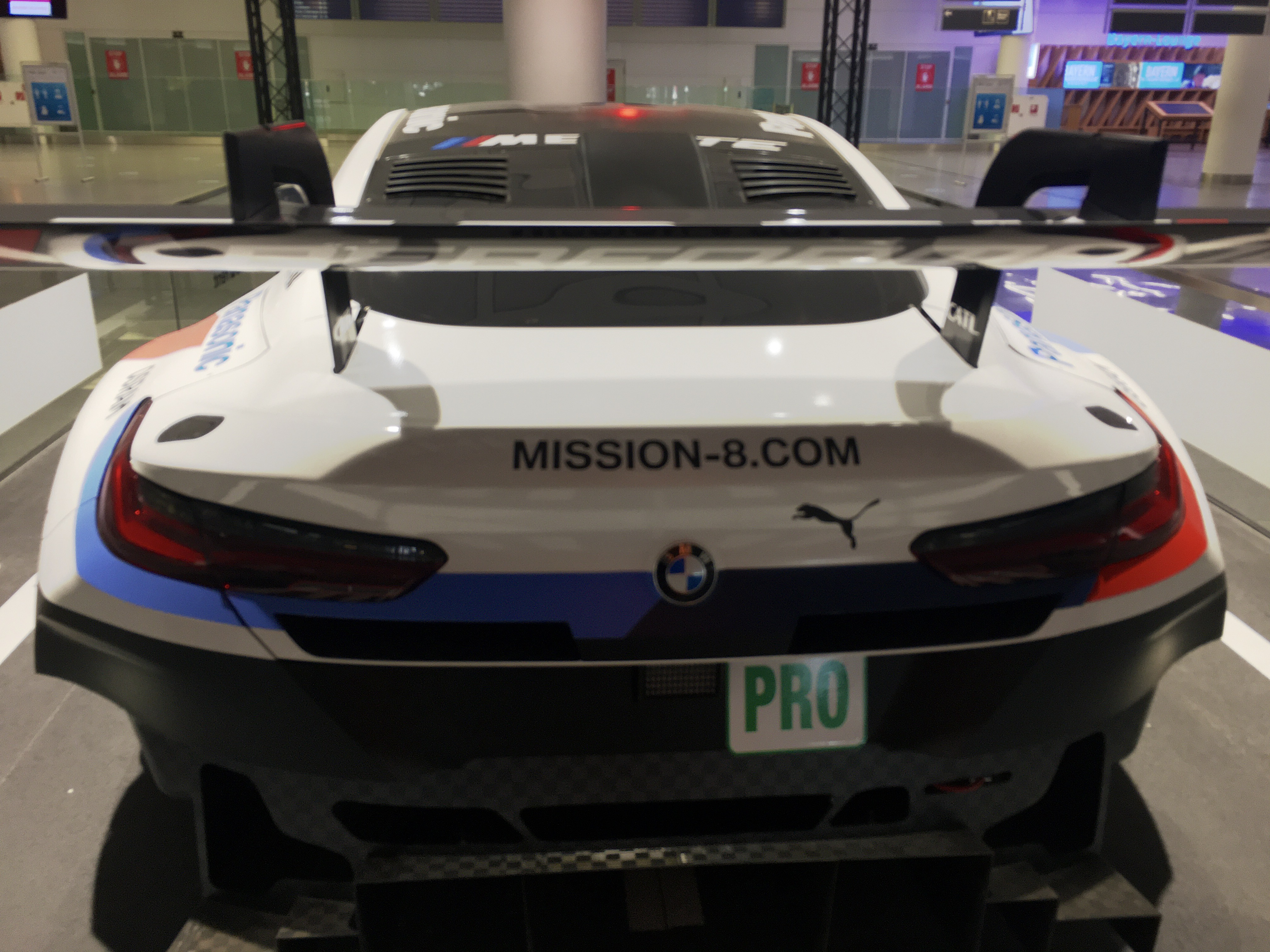